# Língua de sinais de Penang
A língua de sinais de Penang (PSL, ou em Portugal: língua gestual de Penang) foi desenvolvida na Malásia por crianças surdas, fora da sala de aula, quando o oralismo era predominante. É usada agora principalmente por povos mais velhos, embora muitos povos mais novos consigam compreendê-la.

## História
A Língua de Sinais de Penang começou quando a primeira escola para surdos, a Federation School for the Deaf (FSD), foi estabelecida pela britânica Templer, em 1954. Templer era a esposa de Pesuruhjaya Tinggi Malaya da Malásia, antes da independência de Malásia, em 1957. Os estudantes surdos foram para FSD, que foi dirigida pela Instrução Especial Britânica, a fim de aprender habilidades orais, não língua de sinais. Entretanto, os estudantes usavam a língua de sinais entre eles, no dormitório da FSD, cada noite.
Nos 1960s, Tan Yap foi à Universidade Gallaudet em Washington, C.C. aprender a cultura e a língua surdas de sinais. Trouxe um livro de ASL de volta com ele, para a Malásia. Mas as sugestões de Tan Yap foram rejeitadas pelo governo. (Tan Yap vive agora em Kuala Lumpur. É considerado o pai dos surdos na Malásia.)
O professor americano Frances Parsons declarou que nenhum estudante poderia falar uma frase perfeita. Parsons viajou por todo o mundo, em 1976, a fim de introduzir a Comunicação Total e a Língua de Sinais às escolas pobres para surdos, a fim de prepará-los melhor para a instrução. No mesmo ano, Parsons de Frances foi a Kuala Lampur encontrar-se com Dr. Mahathir Mohamad, ministro de instrução (antes de se tornar um primeiro ministro, em 1981). Após uma discussão de 45 minutos, Dr. Mahathir concordou com as sugestões e a teoria de Parsons. Nos dias seguintes, Dr. Mahathir anunciou a legislação nova, que obrigou escolas na Malásia a ensinar a Comunicação Total e a língua de sinais. os professores Manchester-treinados eram infelizes com a lei nova e a decisão de Mohamad protestado. Em consequência, a língua de sinais malasiana tornou-se similar à ASL, após 1976.